# Trutnov

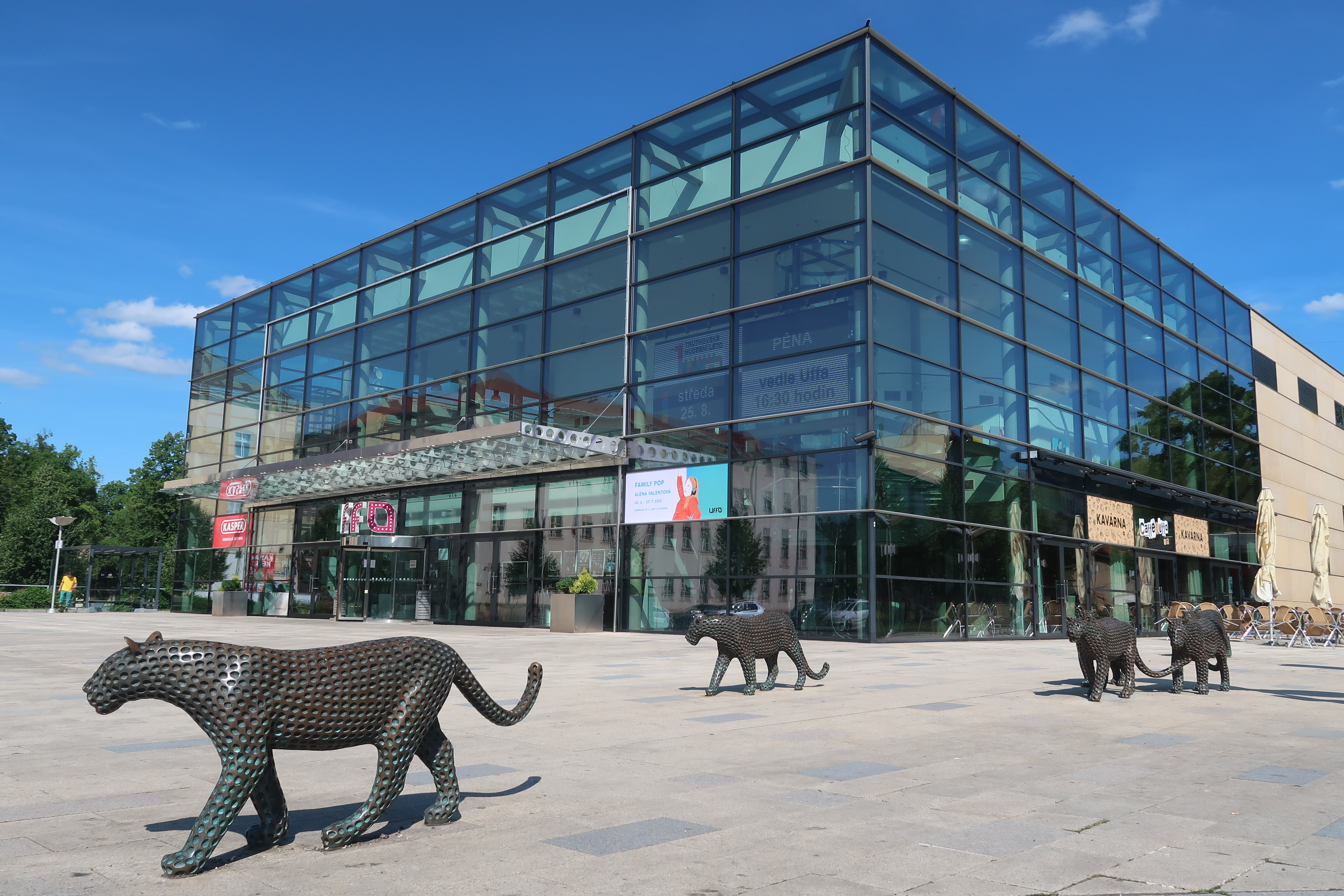
Centro Cultural UFFO

Trutnov (pronunciación checa, trutnof; en alemán, Trautenau) es una ciudad situada en la región de Hradec Králové, en la República Checa. Tiene una población estimada, a inicios de 2024, de 29 584 habitantes.

## Historia
Los orígenes de Trutnov están estrechamente relacionados con el actual casco antiguo. Esta parte local actual originalmente se llamaba Úpa y probablemente fue fundada por la familia Švábenic entre 1241 y 1260. Poco a poco se convirtió en el centro del vecino barrio del castillo de Úpské y, con el poblamiento progresivo de los alrededores, tomó a finales del siglo XIII el carácter de una pequeña ciudad.
Entre los siglos XIII y XIV, el territorio local fue adquirido por el rey Wenceslao II, con la intención de establecer aquí una nueva villa y castillo que cumpliera mejor las funciones militares, económicas y administrativas en esta zona estratégica. Por lo tanto, trasladó a Úpa hacia el sureste a un lugar más adecuado e hizo construir aquí una ciudad que estaba legalmente conectada a ella. Además de la población nacional, los colonos alemanes participaron en mayor medida en la colonización urbana.
Fue escenario de la batalla de Trutnov en 1866, la única victoria del ejército austríaco durante la guerra austro-prusiana.